# Matters of Survival
Matters of Survival är den tyska hårdrocksgruppen Axxis fjärde studioalbum och utgavs 1995.

## Låtlista
1. "Ecstasy" (R. Mason/W. Pietsch/B. Weiss) - 3:25
2. "Idolator" (H. Oellers/W. Pietsch/B. Weiss) - 4:10
3. "C'est la vie" (H. Oellers/W. Pietsch/B. Weiss) - 2:51
4. "On My Own" (H. Oellers/W. Pietsch/B. Weiss) - 4:30
5. "Just a Story" (H. Oellers/W. Pietsch/B. Weiss) - 3:04
6. "All My Life" (B. Weiss) - 3:19
7. "Freedom Comes" (H. Oellers/W. Pietsch/B. Weiss) - 3:13
8. "Another Day" (R. Mason/W. Pietsch/B. Weiss) - 4:24
9. "Fan the Flames" (H. Oellers/W. Pietsch/B. Weiss) - 3:38
10. "Watch Out" (H. Oellers/W. Pietsch/B. Weiss) - 2:34
11. "Hide Away" (H. Oellers/W. Pietsch/B. Weiss) - 4:08
12. "Back in My Bones" (Oellers/W. Pietsch/B. Weiss) - 3:08